# Lobophytum crassum
Lobophytum crassum är en korallart som beskrevs av von Marenzeller 1886. Lobophytum crassum ingår i släktet Lobophytum och familjen läderkoraller. Inga underarter finns listade i Catalogue of Life.

## Bildgalleri

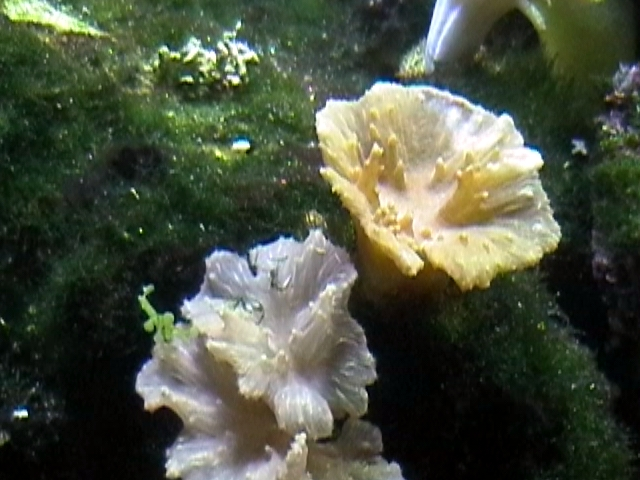